# Lunnaya Sonata
Die Lunnaya Sonata (russisch Лунная соната) ist ein Flusskreuzfahrtschiff, das im Jahre 1988 in der DDR im VEB Elbewerften Boizenburg/Roßlau in Boizenburg als Marshal Rybalko gebaut wurde und zur Dmitriy Furmanov-Klasse, Projekt 302, Serie II gehört. Die deutsche Bezeichnung war BiFa 129М (Binnenfahrgastschiff 129 Meter) und die Baunummer 392. Das Schiff wurde von der Tschervona Ruta auf der Kreuzfahrt-Strecke Kiew – Sewastopol – Odessa eingesetzt. Seit 20. September 2017 fuhr es unter der Flagge Belizes und seit 2018 fährt es unter russischer Flagge.

## Geschichte
Das Flusskreuzfahrtschiff mit vier Passagierdecks wurde 1988 für die Reederei „Dneprovskoje Retschnoje Parochodstwo“ (Dnepr-Flussreederei) in Cherson gebaut. Es gehört zu einer 1983 bis 1991 hergestellten Baureihe von 27 + 1 (Vladimir Vysotskiy – nicht beendet) Schiffen der Dmitriy Furmanov-Klasse, eine Weiterentwicklung der Vladimir Ilyich-Klasse von derselben Werft. Das Schiff verfügt über einen dieselelektrischen Antrieb mit drei Hauptmotoren.
Kapitän (Stand 2021) der Lunnaya Sonata ist Aleksei Bykow.

## Ausstattung
Alle komfortablen 1-, 2- und 4-Bett-Kabinen sind ausgestattet mit Klimaanlage, Kühlschrank, Dusche und WC, 220-V-Anschluss und haben große Fenster (ausgenommen am unteren Deck). An Bord sind Restaurant Kiew und Bar-Restaurant Odessa, zwei Bars, Veranstaltungsraum, Sonnendeck mit Liegestühlen, Musiksalon, Sauna.